# Spaniophlebia assimilis
Spaniophlebia assimilis is een haft uit de familie Oligoneuriidae. De wetenschappelijke naam van de soort is voor het eerst geldig gepubliceerd in 1913 door Banks.
De soort komt voor in het Neotropisch gebied.